# Експериментално кино
Експерименталният филм или експерименталното кино включва набор от филмови стилове, доста различни и често в опозиция на практиките на масовото (мейнстрийм) комерсиално и документално кино. Този тип кино се описва също като „авангард“ или използваната в миналото категория „ъндърграунд“, въпреки че и двете имат и други нюанси. Експерименталният филм се характеризира често чрез отсъствието на линеарен наратив, използването на различни техники на абстракция (безфокус, рисуване или издраскване на повърхността на филма, остър монтаж), употребата на асинхронен звук или дори липса на какъвто и да е звук. Целта обикновено е да бъде поставен зрителят в по-активно и по-осмислено взаимоотношение с филма. През 1960-те, а и по-късно, много експериментални филми се ситуират в опозиция на мейнстрийм културата. Повечето такива филми са правени без или с много нисък бюджет, самофинансирани или субсидирани с малки грантове, с ограничен екип, а често и с екип от един човек – авторът.

## История

### Европейски авангард
Две условия превръщат Европа през 1920-те в люлка на експериметалния филм. Първо, киното в този период съзрява като форма на изкуство и се засилва съпротивата към културата на масовото забавление. Второ, авангардните течения в модерните изкуства процъфтяват. В частност дадаисти и сюрреалисти се насочват към новата медия на киното. Рене Клер, Ханс Рихтер, Жан Кокто, Марсел Дюшан, Жермен Дюлак, и Ваикинг Еделинг създават сюрреалистични кратки филми. Най-известният филм от този период е на Луис Бунюел и Салвадор Дали – „Андалуското куче“. Друга насока са кратките абстрактни филми на Ханс Рихтер и Ласло Мохоли-Наги.
Работейки във Франция, друга група автори също финансира правенето на филми чрез патронаж и ги разпространява в киноклубовете, въпреки че това са наративни филми без връзка с школата на авангарда. Абел Ганц, Жан Ъпстейн и Димитри Кирсанов комбинират експерименти с наратива, ритмичен монтаж и работа с камерата с акцент върху субективността.
В Съветска Русия режисьори като Дзига Вертов, Сергей Айзенщайн, Лев Кулешов, Александър Довженко и Всеволод Пудовкин изиграват важна роля в търсенето на алтернативен модел на предлагания от класическия Холивуд.
През 1950-те авангардното движение на летристи и ситуационисти във Франция подема принципите на експериметалното кино в работата на автори като Ги Дебор.

### Американски следвоенен авангард
Преди Втората световна война в САЩ работят някои авангардни филмови режисьори, създали шедьоври, но предимно в изолация.
През 1946 г. започва филмовата серия „Изкуство в киното“, под дирекцията на Франк Шауфахер в Музея за изкуство на Сан Франциско, която показва много от важните в този период експериментални филми и автори.
„Проходи в следобеда“ (1943) на Мая Дерен и Александър Хамид се смята за един от първите значими американски експериментални филми. Той показва модел за самофинансиране на производството и разпространението на независими 16 милиметрови филми, по-късно подет от „Cinema 16“ и други филмови общества. Със същата важност този филм задава естетически модел на това, на което експерименталното кино е способно. Някои от важните фигури на американското авангардно кино от 50-те и 60-те години на 20. век са Кенет Ангър, Стан Брекедж, Майкъл Сноу, Шърли Кларк, Грегори Маркополоус, Уилард Маас, Мари Менкен, Къртис Харингтън, Сидней Питърсън.

### Новото американско кино и структурният материализъм
Моделът на самофинансирането и филмовите общества за разпространение продължава през следващите две десетилетия, но в началото на 60-те се забелязва различен стил и отношение към филма в работите на американските авангардни режисьори.
В ранните работи на Стан Брекедж и други автори в ранния период филмът се използва за изразяване на личното съзнание на режисьора, киноеквивалент на разказа в първо лице в литературата. Филмът на Брекедж „Куче Звезда Човек“ е симптоматичен за смяната от личното изразяване към абстракцията, както и свидетелства за отричането на американската масова култура на своето време.
От друга страна Кенет Ангър добавя рок саундтрак в неговия „Изгревът на Скорпио“, превръщайки се в предвестник на музикалния клип, и включва категоричен коментар върху митологията на Холивуд. Джак Смит и Енди Уорхол се отдалечават от наратива и са свързани със структуралисткия филм. И докато новото американско кино е белязано от различното си отношение към наратива, базирано на абстракция и минимализъм, структуралистки-материалистките автори, като Холис Фрамптън и Майкъл Сноу, създават строго формалистко кино, фокусирано върху природата на медията – кадъра, прожекцията и най-вече времето. Аргументите са, че разбивайки филма на основните му компоненти, те създават антиилюзионистко кино, въпреки че по-късните работи на Фрамптън са дълбоко задължени на фотографията на Едуард Уестън, Пол Странд и други, и в действителност празнуват илюзията.
По-нататък, докато много автори започват да правят доста академични „структурални филми“, много от тях отричат термина.
Критически преглед на структуралисткия филм се появява в брой от 2000 г. на американското списание за изкуство „Art In America“. Той изследва структурния формализъм като консервативна философия за правене на кино.

## Влияние върху мейнстрийм киното
Въпреки че експерименталното кино е известно на сравнително ограничен кръг практикуващи, академични изследователи и ценители, то е влияло и продължава да влияе на кинематографията, монтажа и визуалните ефекти.
Жанрът на музикалния клип може да бъде видян като комерсиализация на техниките на експерименталния филм. Дизайнът на заглавия и телевизионната реклама са също сериозно повлияни от експерименталното кино.
Много експериментални режисьори са правили и игрални филми, както и обратно. Важни примери в това отношение са Катрин Бигелоу, Къртис Харингтън, Питър Гийнъуей, Дерек Джармън, Исак Джулиен, Сали Потър, Дейвид Линч, Гъс Ван Сант и Луис Бунюел, въпреки че степента, с която техните игрални филми се съотнасят към комерсиалната киноиндустрия, е много различна.

## Ключови критични текстове
- A. L. Rees, A History of Experimental Film and Video (BFI, 1999)
- Malcolm Le Grice, Abstract Film and Beyond (MIT, 1977)
- Scott MacDonald, A Critical Cinema, Volumes 1, 2 and 3 (Berkeley: University of California Press, 1988, 1992 and 1998)
- Scott MacDonald, Avant-Garde Film: Motion Studies (Cambridge: Cambridge University Press, 1993)
- James Peterson, Dreams of Chaos, Visions of Order: Understanding the American Avant-Garde Cinema (Detroit: Wayne State University Press, 1994)
- Jack Sargeant, Naked Lens: Beat Cinema (Creation, 1997)
- P. Adams Sitney, Visionary Film: The American Avant-Garde, (New York: Oxford University Press, 1974)
- Michael O’Pray, Avant-Garde Film: Forms, Themes and Passions (London: Wallflower Press, 2003)
- David Curtis (ed.), A Directory of British Film and Video Artists (Arts Council, 1999)
- David Curtis, Experimental Cinema – A Fifty Year Evolution. (London. Studio Vista. 1971)
- Wheeler Winston Dixon, The Exploding Eye: A Re-Visionary History of 1960s American Experimental Cinema. (Albany, NY. State University of New York Press, 1997)
- Wheeler Winston Dixon and Gwendolyn Audrey Foster (eds.) Experimental Cinema – The Film Reader, (London: Routledge, 2002)
- Stan Brakhage. Film at Wit's End – Essays on American Independent Filmmakers. (Edinburgh, Polygon. 1989)
- Stan Brakhage. Essential Brakhage – Selected Writings on Filmmaking. (New York, McPherson. 2001)
- Parker Tyler, Underground Film: A Critical History. (New York: Grove Press, 1969)
- Jackie Hatfield, Experimental Film and Video (John Libbey Publishing, 2006; distributed in North America by Indiana University Press)